# گرین‌ول پوینت
گرین‌ول پوینت (به انگلیسی: Greenwell Point) یک شهرک در استرالیا است که در نیو ساوت ولز واقع شده‌است.